# Tetrasarus
Tetrasarus es un género de escarabajos longicornios de la tribu Acanthoderini. Fue descrito por Henry Walter Bates en 1880.

## Especies
- T. albescens Bates, 1880
- T. callistus Bates, 1880
- T. formosus Bates, 1885
- T. inops Bates, 1880
- T. lezamai Chemsak & Hovore, 2002
- T. nanus Chemsak & Hovore, 2002
- T. pictulus Bates, 1880
- T. plato Bates, 1885
- T. quadriscopulatus (Thomson, 1868)
- T. similis Chemsak & Hovore, 2002